# Rabo-branco-de-garganta-cinza
O rabo-branco-de-garganta-cinza (Phaethornis griseogularis) é uma espécie de ave da família Trochilidae (beija-flores).
Pode ser encontrada nos seguintes países: Brasil, Colômbia, Equador, Peru e Venezuela.
Os seus habitats naturais são: florestas secas tropicais ou subtropicais , regiões subtropicais ou tropicais húmidas de alta altitude e florestas secundárias altamente degradadas.

## Subespécies
São reconhecidas três subespécies:
- Phaethornis griseogularis griseogularis (Gould, 1851) - ocorre da região Andina da Colômbia até o norte do Peru, sul da Venezuela e na região adjacente do Brasil;
- Phaethornis griseogularis porcullae (Carriker, 1935) - ocorre na região andina do norte do Peru, em Tumbes, Piura e Lambayeque;
- Phaethornis griseogularis zonura (Gould, 1860) - ocorre no noroeste do Peru, na região de Cajamarca e Amazonas.